# ディテクティヴビィロン
ディテクティヴビィロン（Detektivbyrån）は、2005年にスウェーデンのヨーテボリで結成されたエレクトロニカ、フォーク・ミュージック・グループ。
結成メンバーは、アンデルス・"フランデルス"・モリン（Anders "Flanders" Molin、アコーディオン、オルゴール）、ヨン・ニルス・エマニュエル・エクストローム（Jon Nils Emanuel Ekström、ドラム、サウンドボックス、ベル）、マーティン・モリン（Martin Molin、グロッケンシュピール、トラクトフォン、トイピアノ）の3人であった。なお、「Detektivbyrån」は「探偵事務所」という意味である。
彼ら3人が育ったのはスウェーデンのヴェルムランド県に位置するカールスタードという小さな町であった。バンドを結成したのは彼らがヨーテボリに引っ越してからの2005年である。2001年のヤン・ティルセンによってプロデュースされたフランス映画『アメリ』のサウンドトラックや、地元ヴェルムランドの伝統音楽に影響を受けたのをきっかけにアコーディオンのような変わった楽器を使用するようになった。また、バンド結成当初はストリート・バンドとして活動していたために、楽器の持ち運びのしやすさも考慮し、グロッケンシュピールのような楽器を選択している。
2006年から2008年にかけてバンドは広範囲でのツアーを行い、スウェーデン国内の多くのラジオ番組や、MTVヨーロッパ内のテレビ番組へも出演した。2007年には彼らの楽曲「Nattöppet」がアメリカの携帯電話会社、スプリント・ネクステルのコマーシャルに使用された。
2008年9月3日には彼らにとって初のフル・アルバムとなる『ヴェルムランド』をリリースし、同年、スウェーデン版のグラミー賞であるグラミス賞においてニュー・カマー・オブ・ザ・イヤーとフォーク・ミュージック・オブ・ザ・イヤーにノミネートされた。また、同年のスウェーデンの音楽賞であるマニフェストグランのベスト・ライブ活動の候補者にも挙げられている。
2009年2月、メンバーの一人であったヨン・ニルス・エマニュエル・エクストロームが脱退したものの、活動を継続することを明らかにした。後にマーカス・シェーベルイ（Marcus Sjöberg）が後任として加入。
2010年8月10日、解散。メンバーのマーティン・モリンより、今後一切、ディテクティヴビィロンによる作曲および演奏活動は行われないと公式ウェブサイトにて発表された。
2012年9月、マーティン・モリンより、彼と元メンバーのマーカス・シェーベルイを含む4人で、2013年から「ウィンターガタン」というバンド名で活動再開することが発表された。

## ディスコグラフィ

### アルバム
- 『E18アルバム』 - E18 Album (2008年)
- 『ヴェルムランド』 - Wermland (2008年)

### EP
- Hemvägen (2006年)

### シングル
- "Detektivbyrån - Hemstad" (2007年) ※スプリット・7インチ・ヴァイナル
- "Lyckans Undulat" (2007年)